# San Dorligo della Valle
San Dorligo della Valle (slovenska Dolina) är en kommun i provinsen Trieste i den italienska regionen Friuli-Venezia Giulia och tillhörde tidigare även provinsen Trieste som upphörde 2017. Kommunen hade 5 760 invånare (2018).

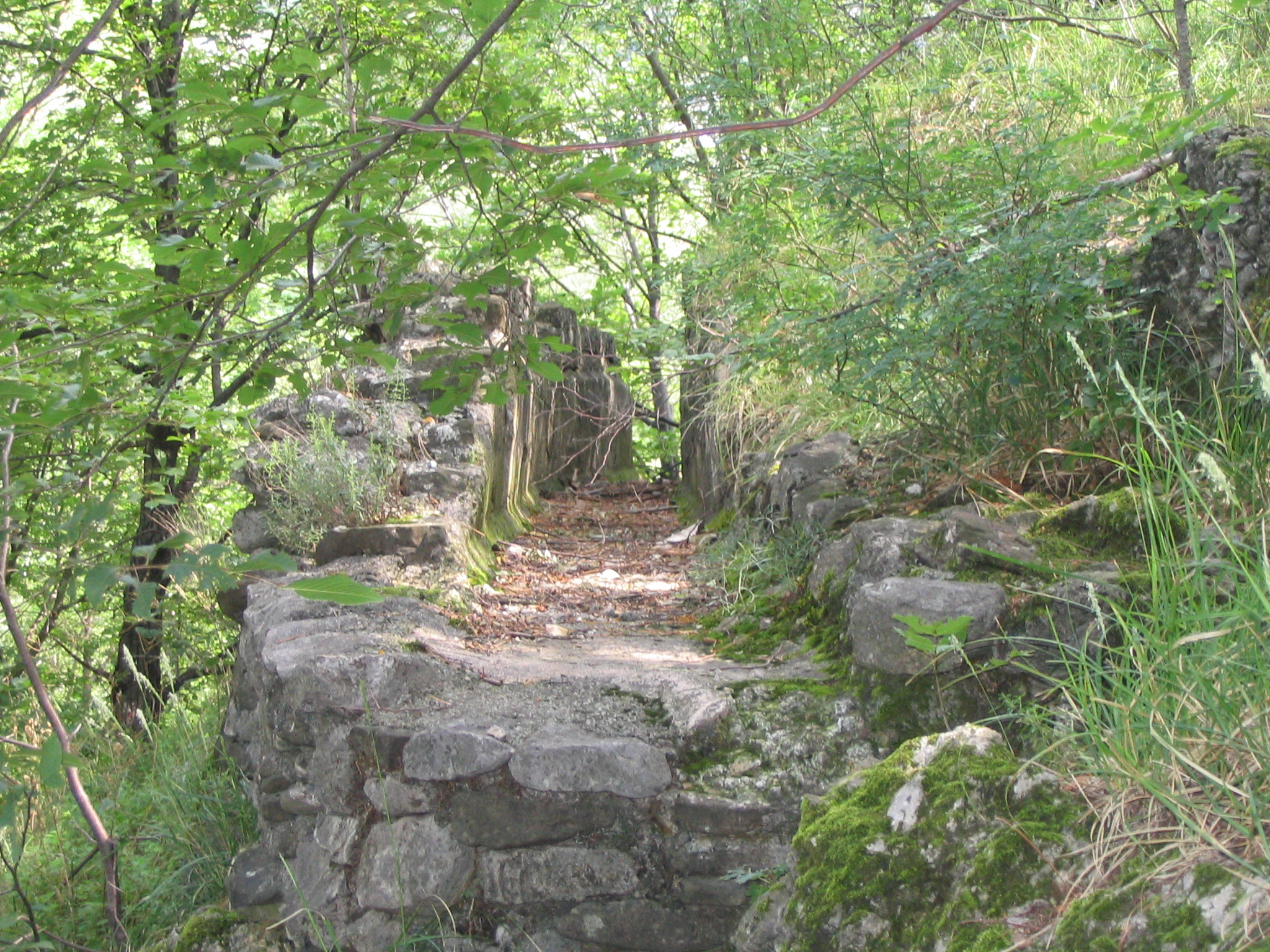
Rester av den romerska akvedukten.